# Ту-154Б (СРСР-85131)

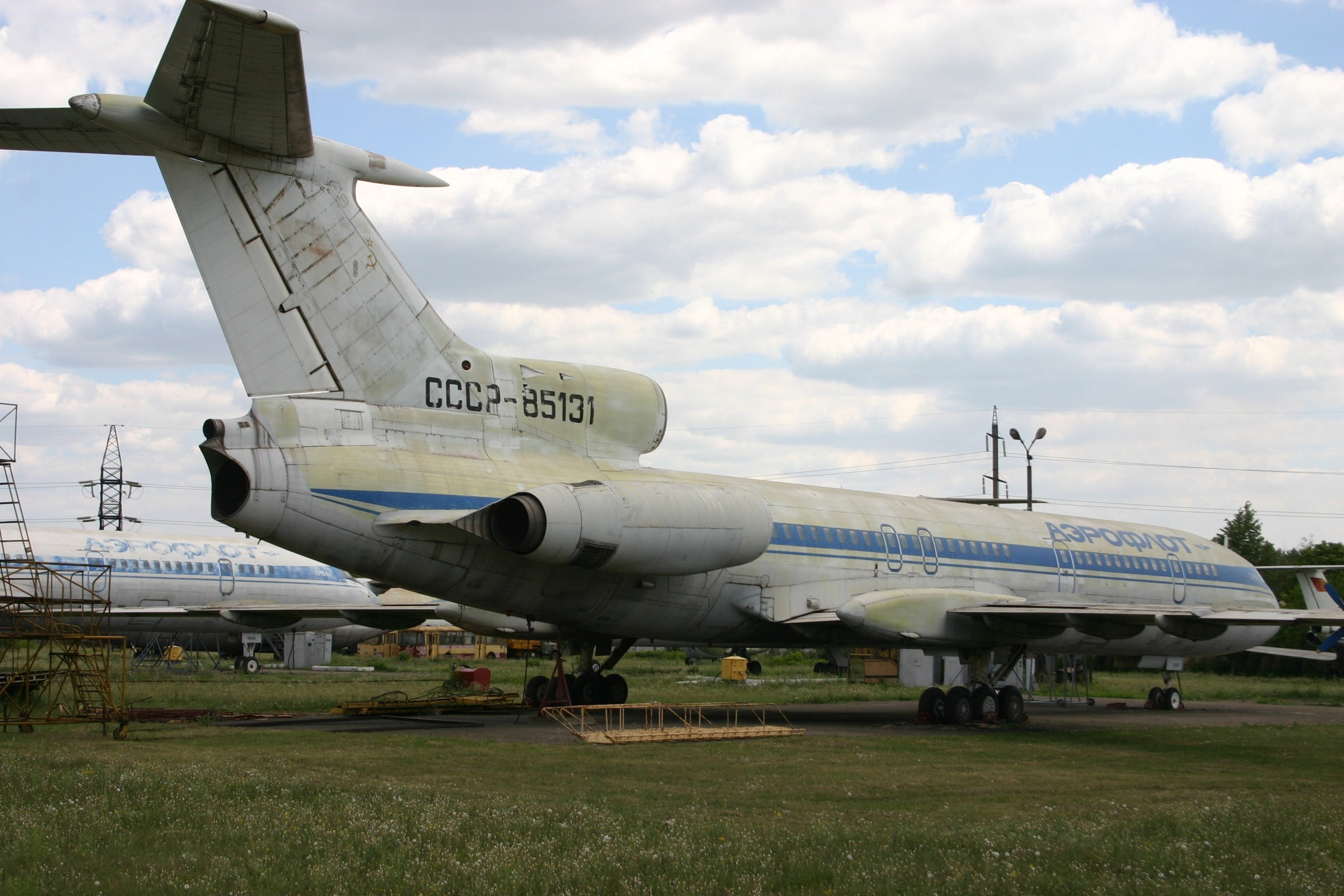

47°56′05″ пн. ш. 33°19′13″ сх. д. / 47.934722222222° пн. ш. 33.320277777778° сх. д.
Ту-154Б (СРСР-85131) — радянський реактивний пасажирський авіалайнер, герой фільму «Екіпаж», експонат Музею історії авіації у місті Кривий Ріг.

## Історія
Побудований у грудні 1975 року на авіаційному заводі у місті Куйбишев. З 19 січня 1976 року почав польоти у складі Бориспільського об'єднаного авіаційного загону.
У 1976 році під час виконання рейсу Київ-Москва на борту, через дії геологів, стався розлив ртуті. Авіалайнер знято з пасажирських польотів, проведено очищення.
1978 року на прохання студії «Мосфільм» літак надано для зйомок фільму «Екіпаж», які відбулися влітку 1979 року.
Після зйомок літак передано до Управління навчальних закладів Міністерства цивільної авіації СРСР. 5 лютого 1979 року, згідно з наказом МЦА СРСР № 1.13-19ДСП, передано в Криворізьке авіаційно-технічне училище цивільної авіації.
5 жовтня 1979 року авіалайнер своїм ходом прибув на аеродром Смичка у місті Кривий Ріг. Вперше у світовій історії здійснено посадку на ґрунт літака даного типу.
22 листопада 1982 року, наказом Міністерства цивільної авіації СРСР № 170, списано за зносом.
У жовтні 2009 року пофарбований силами Криворізького авіаційного коледжу.

## Характеристика
Зберігається в експозиції Музею історії авіації Криворізького авіаційного коледжу у місті Кривий Ріг. Літак чинний, на ньому проходять практику студенти Криворізького авіаційного коледжу.

## Пам'ять
Виробляються декалі до авіамоделі лайнера в масштабі 1:100 і замовні авіамоделі. Макет літака виставлено в одному з павільйонів студії «Мосфільм».